# Vaux-sur-Seulles
Vaux-sur-Seulles è un comune francese di 299 abitanti situato nel dipartimento del Calvados nella regione della Normandia.

## Società

### Evoluzione demografica
Abitanti censiti